# هورست فرانز
هورست فرانز (بالألمانية: Horst Franz)‏ هو لاعب كرة قدم ومدرب كرة قدم ألماني، ولد في 17 يونيو 1940 في برلين في ألمانيا. لعب مع ماينتس 05.

## وصلات خارجية
- هورست فرانز على موقع قاعدة بيانات كرة القدم.إي يو (الإنجليزية)
- هورست فرانز على موقع بيانات كرة القدم. دي إي (الألمانية)
- هورست فرانز على موقع عالم كرة القدم.نت (الإنجليزية)